# Pempelia brephiella
Pempelia brephiella là một loài bướm đêm thuộc họ Pyralidae. Nó được tìm thấy ở tây Nam Âu.